# Una momia en el Orient Express
Una momia en el Orient Express (Mummy on the Orient Express) es el octavo episodio de la octava temporada moderna de la serie británica de ciencia ficción Doctor Who, emitido el 11 de octubre de 2014.

## Argumento
Después de lo que sucedió en su anterior aventura (Matar a la luna) Clara parece haber decidido dejar de viajar con el Duodécimo Doctor, pero ambos se embarcan en un último viaje de despedida, un viaje de placer en una versión espacial del Orient Express, decorada como el original de los años veinte. Sin embargo, todo comienza a complicarse cuando los pasajeros empiezan a morir misteriosamente. Todas las víctimas afirman ver a una monstruosa momia que nadie más puede ver, y todos mueren exactamente 66 segundos después de verla por primera vez.

### Continuidad
Al final del episodio The Big Bang, el teléfono de la TARDIS suena y el Doctor habla con un interlocutor desconocido que le indica que hay "Una diosa egipcia suelta en el Orient Express... en el espacio". Esto pareció ser más un chiste para cerrar el episodio que una verdadera aventura. Pero el Duodécimo Doctor le confiesa a Clara que este interlocutor es la misma fuerza detrás de la momia.
El Doctor al ver a la momia le hace la pregunta "Are you my mummy?" ("¿Eres mi momia?"), una referencia a los episodios El niño vacío/El Doctor baila (2005), aunque allí la pregunta se traducía como "¿Eres mi mamá?". El Doctor le ofrece gominolas al profesor Moorhouse, algo que siempre hacía el Cuarto Doctor y que después hicieron otros Doctores.

## Producción

### Rodaje
La lectura del episodio se hizo el 1 de mayo de 2014. El rodaje comenzó el 20 de mayo y terminó el 10 de junio. Prácticamente todo el rodaje se hizo en estudios, salvo la escena del Doctor y Clara, que se rodó en Limpert Bay en Vale of Glamorgan.